# Materasso

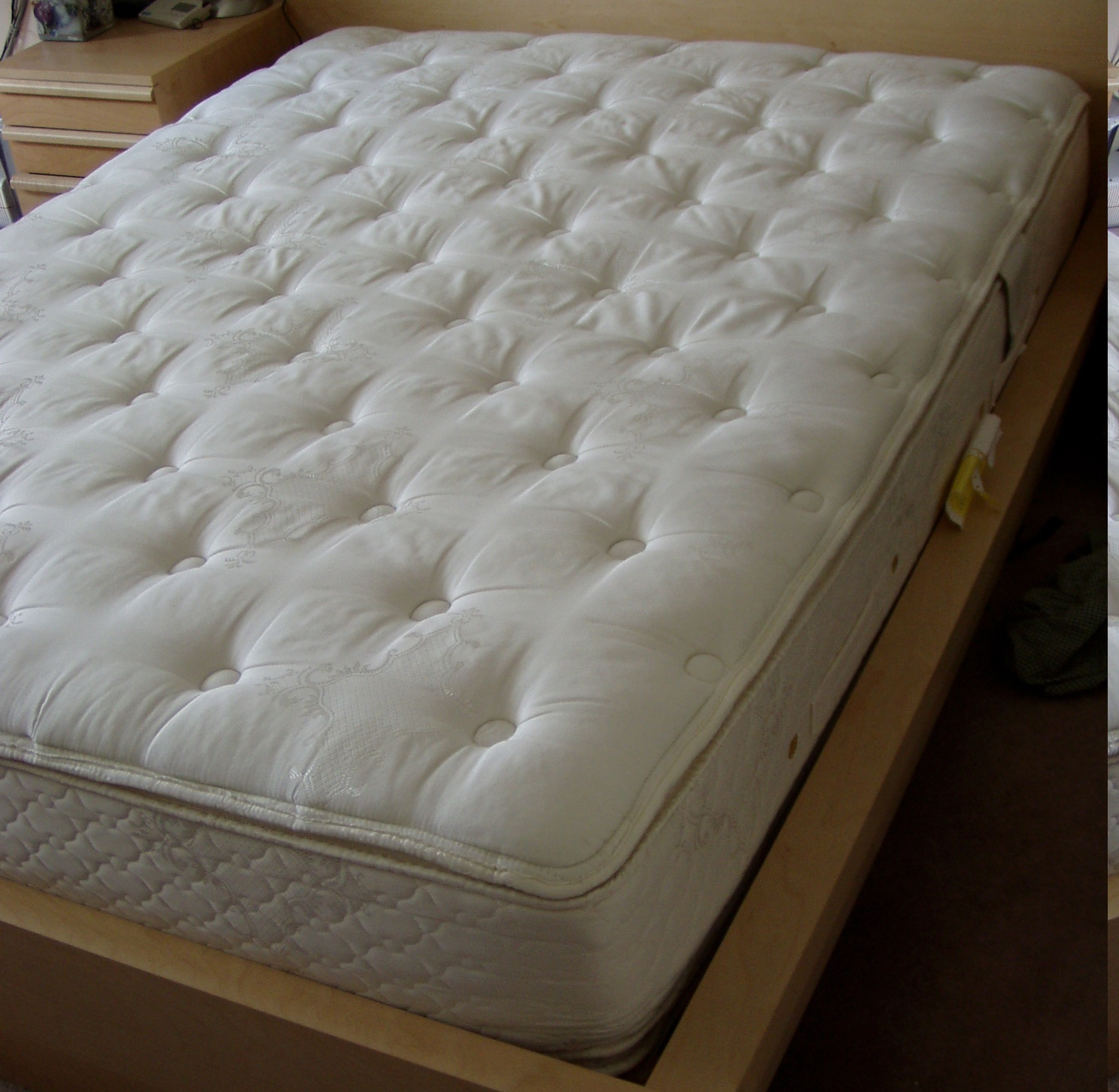
Un materasso a molle per letto matrimoniale

Un materasso (o meno comunemente materassa) è un oggetto di varie forme e dimensioni, realizzato in vari materiali, normalmente posto su una rete, su cui dormire o riposare, generalmente assieme ad un cuscino.

## Storia
Il termine "materasso" deriva dall'arabo مطرح (maṭraḥ) e significa "gettarsi" e/o "posarsi su". Durante le crociate gli europei adottarono il metodo arabo di dormire su di un cuscino poggiato direttamente sul terreno.
Storicamente il materasso è stato imbottito di paglia (da cui il termine alternativo "pagliericcio"), crine, lana di pecora o altri materiali morbidi. I materassi moderni sono di vari tipi e possono essere costituiti da molle ricoperte di strati più o meno spessi di lana o altri materiali morbidi, oppure composti interamente di poliuretano o lattice di gomma.
Il materassaio o sovente anche la materassaia, si dedicava alla confezione e rinnovo dei materassi in lana. Gli ormai in disuso materassi in lana andavano infatti "rinnovati" almeno una volta l'anno, tipicamente in primavera o estate. Il materasso veniva svuotato della sua lana, che era poi lavata e fatta asciugare, infine cardata nuovamente, cioè veniva ricomposta in un grande involucro di tela sistemato sopra a delle tavole sostenute da dei cavalletti in legno. Mentre si ricostruiva il materasso si fermava la lana facendo passare in questo sacco, da parte a parte, un lungo ago a cui era attaccato uno spago resistente e sottile.

### Cronologia storica
- Periodo Neolitico: il materasso nacque probabilmente in questo periodo. I giacigli vennero sollevati dal terreno per evitarne lo sporco e l'umidità. Il primo materasso era probabilmente una catasta di foglie secche o di paglia, coperto da una pelle di animale.
- 3600 a.C.: pelli di capra ripiene di acqua furono usate in Persia intorno a questo periodo.
- 3400 a.C.: gli Egizi dormivano su archi di rami di palma ammucchiati negli angoli delle loro case.
- 200 a.C.: i materassi dell'Antica Roma consistevano in sacchi di stoffa ripieni di fieno o lana e, per le persone più facoltose, di piume di uccelli.
- XI e XIII secolo: durante le Crociate gli europei scoprirono la consuetudine saracena di dormire su di un cuscino poggiato direttamente sul terreno. È durante questo periodo che la parola araba che denotava questi giacigli fu adottata e divenne radice della parola italiana "materasso", di quella in francese antico materas, da cui derivò poi anche quella in inglese antico materas, che apparve scritta la prima volta in un passaggio datato intorno al 1300.
- XV secolo: durante il Rinascimento, i materassi erano pieni di baccelli di pisello, paglia o qualche volta piume, coperti con velluti, broccati o sete.
- XVI e XVII secolo: i materassi erano pieni di paglia o piume e messi su di un letto che consisteva in una cornice di legname con reticolati di appoggio di corda o cuoio.
- Primi anni del XVIII secolo: i materassi erano pieni di cotone o di lana.
- Metà del XVIII secolo: le fodere dei materassi cominciano a essere fatte di lino o cotone. L'ossatura del materasso è in canne di bambù e lo stesso è ripieno di fibre naturali come fibra di cocco, cotone, lana o crine.
- 1824: nella Contea di Somerset in Inghilterra fu brevettato il primo materasso ad aria.[4]
- 1871: il tedesco Heinrich Westphal inventò il materasso a molle. Egli successivamente morì in povertà, non avendo avuto alcun profitto dalla sua invenzione.
- 1870: Zalmon G. Simmons inventa il primo materasso a molle fondando la Simmons Bedding Company, la quale sarà la prima azienda a utilizzare le molle insacchettate singolarmente.
- 1873: James Paget (medico personale del principe di Galles) presentò un materasso pieno di acqua per il trattamento dei degenti affetti da piaghe da decubito.
- 1928: viene realizzato il primo materasso in lattice di gomma da Dunlop, società di pneumatici.
- 1930: i materassi a molle divengono abbastanza comuni e le imbottiture in materiali artificiali cominciano a essere usate in maniera abbastanza diffusa.
- 1935: il chimico tedesco Otto Bayer riuscì a sintetizzare un polimero ottenuto per reazione di isocianato e poliolo; nel 1935 nasce il poliuretano (PUR). Il suo successo fu immediato grazie alla grande versatilità d'impiego che ne ha permesso l'utilizzo per una gamma molto ampia di applicazioni. Incomincia la produzione di materassi in schiuma sintetica.
- 1966-1991: nei laboratori Ames Research Center gli scienziati Chiharu Kubokawa e Charles A. Yost sviluppano, per conto della NASA, una schiuma sintetica di poliuretano a lento ritorno elastico (memory foam) per migliorare la sicurezza nei seggiolini dei veicoli spaziali. Nel 1991 l'azienda danese Tempur lancia sul mercato il primo materasso realizzato con schiuma sintetica memory foam;[5] incomincia così l'impiego di schiume tecniche nella produzione di materassi.

## Tipi e materiali

### Materasso in lana
Il materasso in lana è un tipo di materasso tradizionale, di produzione artigianale e che usa per l'imbottitura lana di pecora. Ha il pregio di essere morbido e caldo e assicura una buona traspirazione. Presenta però diversi svantaggi, per esempio si deforma facilmente ed è soggetto alla colonizzazione di acari, per questo necessita di un'onerosa manutenzione periodica di ricardatura e lavaggio.

### Materasso a molle
Il materasso a molle è un tipo di materasso relativamente economico e duraturo, e quindi ancora molto diffuso. È generalmente costituito da una sacca chiusa in stoffa dello spessore di almeno 21 cm, imbottita al suo interno da strati di materia soffice tra elementi metallici di supporto, le molle, le quali hanno lo scopo di sostenere il corpo. Ne esistono di vari modelli, economici ma anche costosi, di tipo ergonomico e con diversi tipi di molle (per esempio molle Bonnel, molle LFK, molle indipendenti insacchettate) e struttura. Il materasso a molle, rispetto ai materassi in poliuretano o lattice, è robusto e ha una buona traspirazione, per questi motivi è particolarmente adatto a persone di corporatura robusta o a chi suda molto (iperidrosi).

### Materasso in lattice

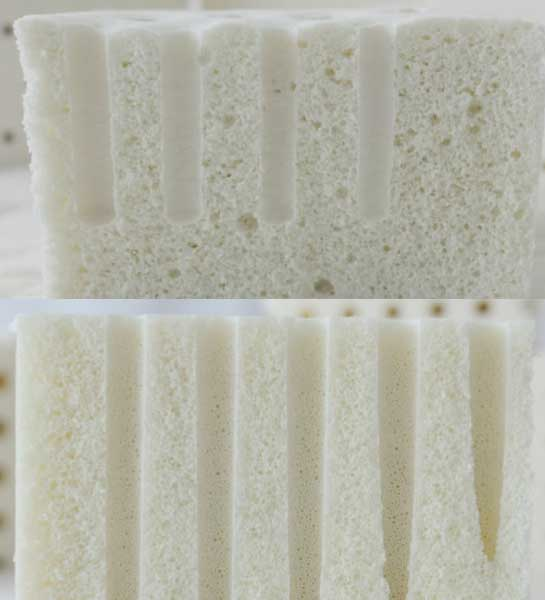
Sezioni di materasso in lattice ottenuto con processo Dunlop (in alto) e con processo Talalay (in basso).

Il primo materasso in lattice venne prodotto nel 1928 dalla Dunlop, società di pneumatici. Il cuore del materasso è costituito da una lastra di lattice sintetico o naturale, rivestita da una fodera. Il materasso in lattice ha un'elasticità che gli permette di assecondare le curve fisiologiche del corpo, evitando pressioni anomale sulla circolazione del sangue e sulle terminazioni nervose, inoltre evita la formazione di polvere all'interno ed è quindi adatto a chi è allergico agli acari della polvere.

#### Lattice naturale
Tra i materassi ergonomici in lattice, il materasso in lattice naturale è uno dei più performanti ed ergonomici. Per potersi fregiare della dicitura "lattice naturale", la percentuale di lattice estratto dall'albero della gomma con cui vengono prodotte le relative lastre deve essere almeno dell'85%, con uno spessore di almeno 10 cm.
Un fattore importante da considerare nella scelta di un materasso in lattice naturale è lo spessore della lastra: una lastra di spessore ridotto (inferiore ai 10 cm) non ha un'elevata capacità elastica e quindi avrà una minore durata nel tempo. Altro elemento importante da considerare è la qualità dei tessuti di rivestimento e dell'imbottitura, infatti il lattice elimina lentamente il calore e l'umidità che il corpo perde durante il sonno, quindi i tessuti e le imbottiture devono essere di ottima qualità per mitigare questo inconveniente.

### Materasso inmemory foame poliuretano

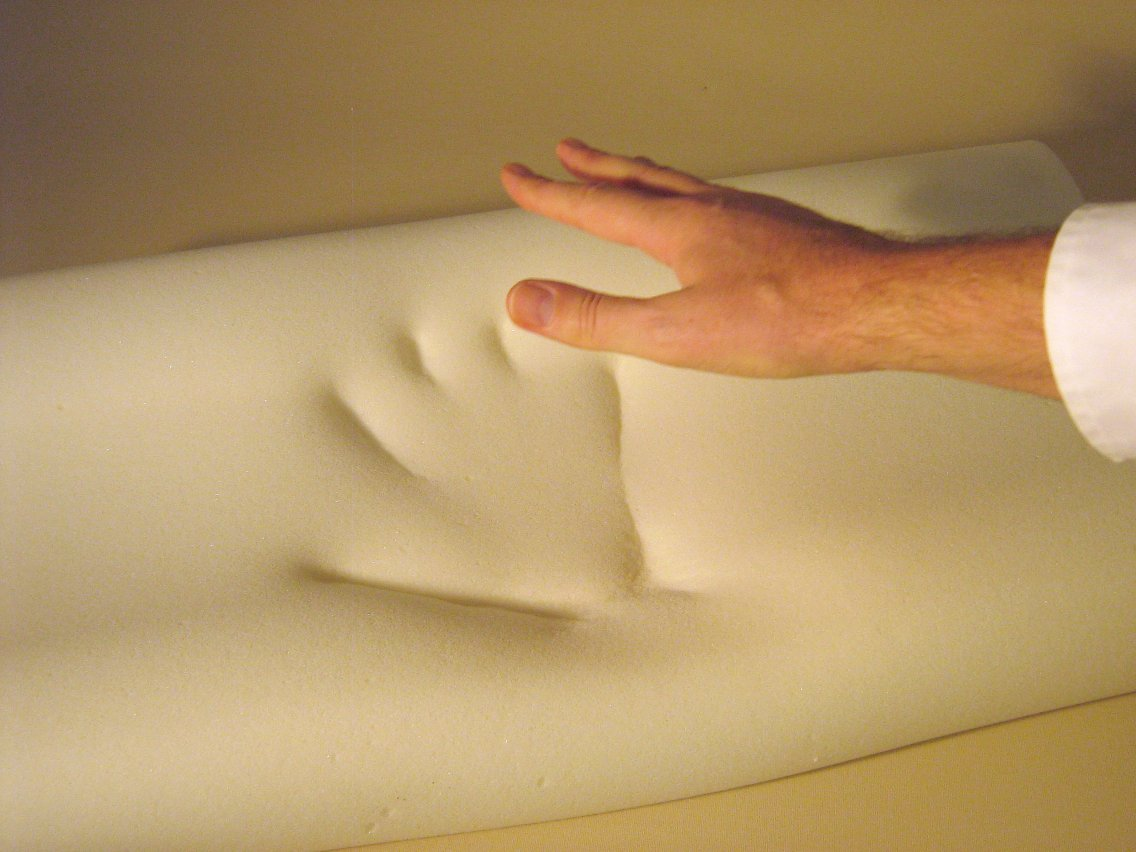
Memory foam

Il memory foam è una particolare schiuma di poliuretano a ritorno elastico lento, originariamente sviluppata dalla NASA ad uso dei piloti ed inizialmente nota come "Temper Foam". Brevettato nel 1966, si è cominciato ad impiegare negli oggetti di uso comune a partire dagli anni '80. Grazie alla proprietà di adattarsi alla forma del corpo distribuendone il peso, il memory foam sostiene tutti i punti di pressione riempiendo le zone non pressanti normalmente scoperte, sostenendo così in modo ottimale ogni punto del corpo. Ai materassi che utilizzano strati in memory foam vengono aggiunti uno o più strati in poliuretano, al fine di conferire loro una maggiore rigidità. Alcuni materassi ergonomici a base di memory foam possono essere antidecubito, in quanto vengono evitati i punti di pressione sul corpo che provocano la formazione sul lungo periodo delle piaghe cutanee, essi contengono inoltre schiume sintetiche atossiche che permettono all'aria di fluire e all'umidità di essere espulsa facilmente.
I materassi in poliuretano sono simili a quelli in memory foam ma hanno una minore capacità di adattarsi alla forma del corpo.
Un aspetto relativamente negativo del memory foam (come anche del poliuretano e del lattice) è che può trattenere il calore in quanto isolante termico, quindi potrebbe creare problemi in ambienti caldi o a chi suda molto; esistono però modelli di materasso che, usando varie tecniche e materiali, per esempio poliuretano in gel e/o canali di ventilazione, favoriscono la dispersione del calore.

### Materasso antidecubito
Il materasso antidecubito è un dispositivo medico usato per i malati lungodegenti, serve ad evitare la formazione delle piaghe da decubito (chiamate anche ulcere o lesioni da compressione). Viene prodotto usando varie tecniche e materiali, per esempio a bolle d'aria, in fibra cava siliconata, in gel o ad acqua.

### Materasso gonfiabile ad aria

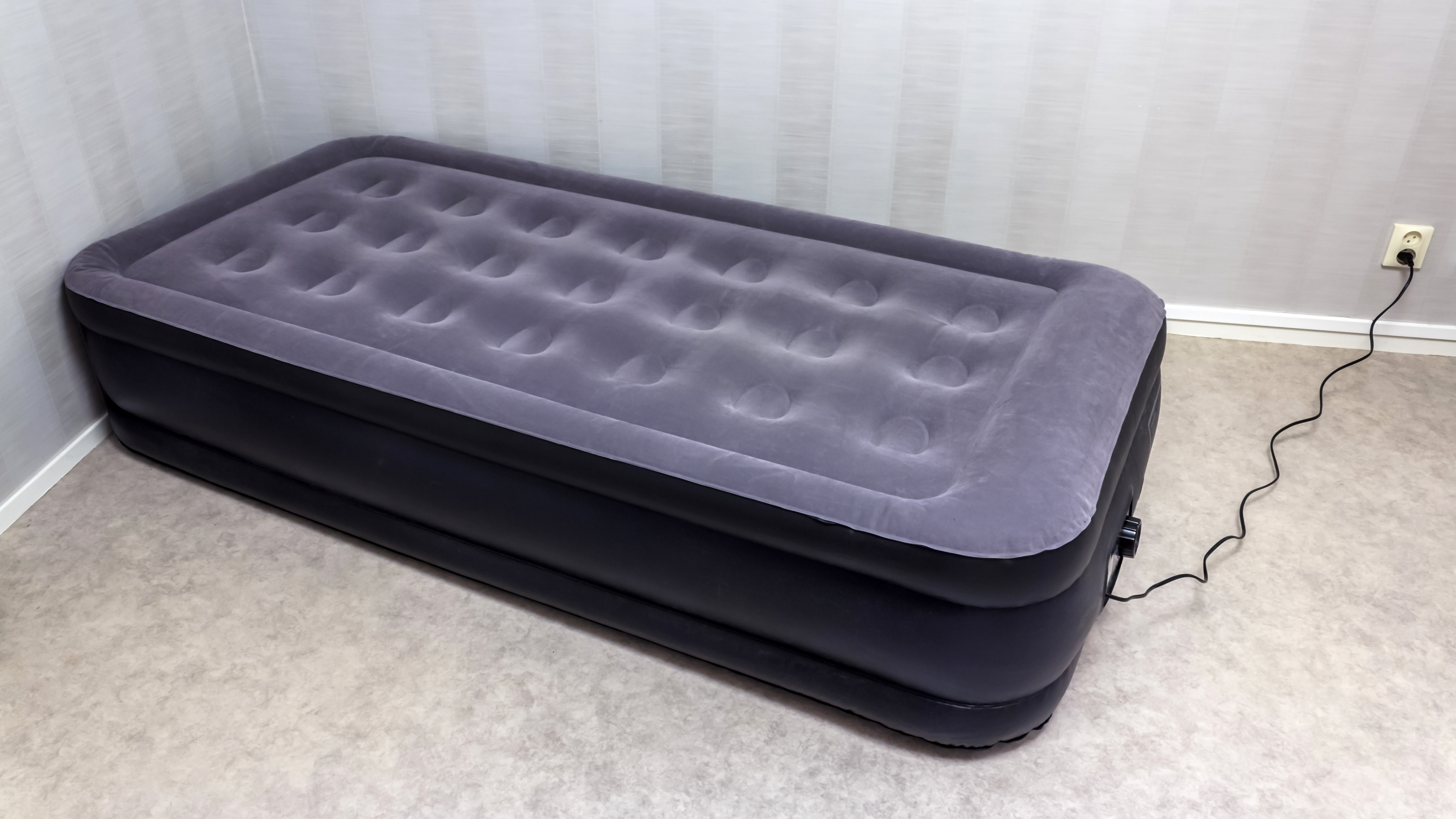
Materasso ad aria auto-gonfiabile

Il materasso (o materassino) gonfiabile ad aria è diventato popolare grazie alla comodità di utilizzo, ai costi ridotti rispetto ai materassi tradizionali e alla facilità con cui può essere utilizzato per creare delle soluzioni letto temporanee o d'emergenza. Questo tipo di materasso è realizzato con plastiche e gomme speciali, a volte combinate a fibre tessili mediante il procedimento di floccaggio che gli conferisce un aspetto vellutato facendo così in modo che le lenzuola aderiscano al materasso.

### Materasso ad acqua
Il materasso ad acqua nasce come concetto in Inghilterra, nei primi anni del 1800, grazie agli studi del fisico Neil Arnott. Nel 1883 il dottor William Hooper lo sperimentò su alcuni malati con piaghe da decubito, constatando che queste nel giro di poco tempo regredivano. Il materasso ad acqua offre una buona qualità di postura e bilanciamento del peso corporeo, può essere più efficiente e con migliori prestazioni rispetto alle normali gomme di uso comune (lattice, memory foam e viscoelastici vari); può essere uno strumento valido a garantire un riposo ottimale per persone di ogni tipo e peso.

### Topper
Il topper (da non confondere con il coprimaterasso) è un accessorio delle stesse dimensioni di un materasso ma più sottile. In genere viene usato per aggiungere morbidezza e comfort al materasso principale o per proteggere quest'ultimo da polvere e sporco. Il topper è fatto con diversi materiali e imbottitura (memory foam o piume) ed è progettato per essere posizionato tra il materasso e il coprimaterasso, ma può anche essere usato come sottile materasso portatile o futon.

## Impatto ambientale
Un'inchiesta del quotidiano The Guardian sottolineò la difficoltà di riciclare i materassi  che porta all'abbandono degli stessi nell'ambiente e lo smaltimento illegale, ad esempio nello Sri Lanka.